# Jovens Vingadores
Os Jovens Vingadores é um time de adolescentes do Universo Marvel que usam seus dons para deter vilões. Teve sua primeira aparição em Young Avengers #1 (Abril, 2005) e foi criado por Allan Heinberg (do seriado The O.C.) e por Jim Cheung. Eles são considerados os pretensos heróis a serem os futuros Vingadores.

## História
Origens
Um jovem chamado Nathaniel Richards vestindo uma armadura veio do futuro, fugindo de Kang, o Conquistador, seu futuro eu. Ele chegou à Mansão dos Vingadores, mas foi abandonada devido ao colapso mental da Feiticeira Escarlate e danos subsequentes causados. Ele foi para as Indústrias Stark e conseguiu acessar o A.I. of Vision e carregou-o na armadura.
O A.I. explicou que continha o Programa de Proteção contra Falha dos Vingadores, listando jovens heróis relacionados aos Vingadores.
Ele formou uma equipe com Eli Bradley, Billy Kaplan e Teddy Altman. Eles cumpriram todas as missões disponíveis, como resgatar pessoas durante um incêndio. Depois que sua primeira missão foi contada no Daily Bugle, Jessica Jones foi enviada para investigar os heróis que haviam sido apelidados de Garoto de Ferro, Tenente América, Teen-Hulk e Thor Jr. O Capitão América e o Homem de Ferro também investigaram.
Cassie Lang estava interessada em seguir o legado de seu pai, e seus poderes foram acionados acidentalmente durante uma discussão com os outros. Kate Bishop acompanhou os heróis depois de ajudá-los a lutar contra os sequestradores no casamento de sua irmã.
Os Jovens Vingadores se prepararam para a chegada de Kang. Capitão América, Homem de Ferro e Jessica Jones tentaram dissuadi-los e os trancaram na Mansão enquanto aguardavam Kang. Kang foi capaz de convencer Cap e os outros a ajudá-lo neste esforço, mostrando-lhes visões de um futuro apocalíptico que ele afirmava que ocorreria se o Rapaz de Ferro não fosse forçado a se tornar outra versão de Kang. Kate memorizou os códigos de acesso, porém, e foi capaz de deixá-los sair, bem como encontrar itens para eles se prepararem para a batalha com Kang.
O Rapaz de Ferro foi separado de sua armadura devido ao controle cibernético de Kang, mas com o I.A. continuou a lutar contra ele por conta própria. Kang saiu, mas não antes de o Rapaz de Ferro esfaqueá-lo com a Espada do Espadachim.
The Vision foi capaz de se reformar da armadura do Iron Lad. Mudanças na corrente do tempo forçaram o Rapaz de Ferro a retornar ao seu futuro e se tornar Kang, então ele se despediu dos outros e agradeceu por pelo menos tentarem ajudar.
O Capitão América ficou impressionado com o esforço, mas disse que sem a permissão dos pais, ele e o Homem de Ferro não poderiam treiná-los. Seu equipamento também foi confiscado.
Kate conseguiu localizar uma nova base e forneceu novos trajes e equipamentos. Com o Capitão América e o Homem de Ferro se interessando pelo futuro das crianças, a relação entre os Jovens Vingadores e os Novos Vingadores estava no ar. Além disso, a Visão, que se formou com a armadura do Rapaz de Ferro, era uma tela em branco, sem experiências anteriores ou história, e era, em essência, uma criança. Os Jovens Vingadores usaram suas habilidades para proteger aqueles que não podiam se proteger e lutaram contra o mal a cada passo.
Identidades Secretas
Os Jovens Vingadores tiveram que decidir o quanto contar a seus pais depois que os membros decidiram continuar agindo publicamente. Nenhum de seus pais descobriu. Durante uma briga com o senhor Hyde, Wiccan descobriu Eli abusando da MGH, uma droga que dava às pessoas poderes por curtos períodos para parecerem ter superpoderes. Eli confessou que enganou a Visão, que pretendia recrutar seu tio desaparecido Josias para se juntar à equipe. Dominado pela emoção, ele deixou o time.
Jessica Jones entrevistou os Jovens Vingadores sobre seu passado por insistência de Kat Farrell. Cassie Lang teve uma vida familiar conturbada, especialmente depois que seu pai morreu. Ela e sua mãe brigavam constantemente e ela odiava o novo namorado de sua mãe. Se os Jovens Vingadores não tivessem sido formados, Cassie planejava se juntar aos Runaways. Teddy Altman abusou de seus poderes de metamorfose para sair com um garoto mais popular. Ele percebeu que tinha ido longe demais quando seu "amigo" tentou forçá-lo a roubar artefatos da Mansão dos Vingadores destruída. Billy Kaplan teve problemas em ser aceito. Ele conheceu a Bruxa Escarlate, que explicou que ser diferente não era ruim. Como Kate Bishop foi atacada em um parque, ela começou o treinamento de combate. Eli Bradley tomou o hormônio do crescimento mutante porque se sentia impotente contra alguns bandidos e queria provar que seu avô realmente foi o primeiro Capitão América.
Questões familiares
Kl'rt, o Super-Skrull, tentou levar Teddy para Tarnax IV, o mundo natal dos Skrull. Kl'rt revelou que a Sra. Altman não era a mãe de Teddy e a matou. Na sequência, Kl'rt sequestrou Teddy. A Visão se ofereceu para localizar mais "Jovens Vingadores" usando o plano de contingência de sua encarnação anterior. Os Jovens Vingadores tiraram Thomas Shepherd de uma prisão sobre-humana e o recrutaram. Tommy poderia se mover em velocidade sobre-humana e acelerar a matéria, desestabilizando-a o suficiente para causar uma explosão. O Super-Skrull contou a Teddy sua verdadeira origem como filho do herói Kree, Capitão Marvel, e da princesa Skrull, Anelle. Ele alegou que Tommy e Billy eram filhos gêmeos perdidos da Bruxa Escarlate e Visão. Billy acreditou nele, mas Tommy não. As forças de combate Kree e Skrull chegaram e lutaram entre si e com os Jovens Vingadores até que Teddy, percebendo sua importância para ambos os lados, pediu um cessar-fogo. Os Vingadores intervieram e um guerreiro Kree atirou no Capitão América. Patriota interveio e foi gravemente ferido. Hulkling e Kl'rt encerraram a luta secretamente mudando de forma um para o outro. O Capitão América e Kl'rt, disfarçados de Hulkling, intermediaram a custódia compartilhada entre as corridas.
Em um hospital, o avô de Eli doou seu sangue para Eli. O Capitão América novamente disse aos Jovens Vingadores para pararem o que estão fazendo. Kate culpou os Vingadores por não treiná-los. Os Jovens Vingadores consertaram as estátuas dos Vingadores caídos na Mansão dos Vingadores. Eli agora tinha superpoderes como resultado da transfusão de sangue. Kate recebeu Hawkeye's Bow e aljava do Capitão América e ela pegou o manto de Hawkeye. Tommy chegou fantasiado e se autodenominou Speed.
Guerra civil
Na Guerra Civil de Super-heróis, os membros dos Jovens Vingadores foram capturados por S.H.I.E.L.D. por não cumprir a Lei de Registro Superhuman. O Capitão América e o Falcão os ajudaram a escapar. Uma vez na base secreta do Capitão América, os Jovens Vingadores se juntaram ao movimento de resistência chamado Vingadores Secretos. A equipe seguiu o Capitão América em uma armadilha preparada pelo Homem de Ferro. Wiccan, junto com Cloak, foi nocauteado por meio de tranqüilizantes enquanto o resto dos Jovens Vingadores se juntou à luta contra o Homem de Ferro e os heróis pró-registro. Stature deixou a resistência depois que Golias foi morto por um clone de Thor e os Vingadores Secretos foram forçados a recuar da batalha, deixando Wiccan para trás. No entanto, pouco depois, Stature se registrou e começou o treinamento de super-heróis. O restante da equipe permaneceu com o Capitão América. Stature estava com o Homem de Ferro e o resto do grupo "pró-reg" durante a batalha final entre heróis registrados e rebeldes.
Invasão Secreta
Durante a Invasão Secreta, os Jovens Vingadores foram a única equipe na cidade de Nova York a responder ao primeiro ataque das tropas Skrull. Hulkling e Wiccan foram os primeiros a cair antes que a Iniciativa chegasse para ajudar. Apesar do apoio adicional, o resto dos Jovens Vingadores foram derrotados e Visão teve sua cabeça estourada. Por causa de sua realeza, Hulkling era o alvo principal dos Skrulls. Antes de sua execução, Xavin dos Fugitivos (também um Skrull) salvou sua vida.
Reinado Sombrio
Depois que a Invasão Secreta aconteceu, todos os Jovens Vingadores permaneceram discretos durante o Reinado das Trevas de Norman Osborn, que introduziu sua própria versão dos Jovens Vingadores e os enviou para a batalha apenas para cair contra os Jovens Vingadores originais. Enquanto isso, Estatura e Visão se juntaram os Poderosos Vingadores.
O Cerco
Durante o Cerco de Asgard, os Jovens Vingadores entraram no campo de batalha ao lado de todos os heróis disponíveis. Stature and Vision ajudou os Poderosos Vingadores, Patriot e Hawkeye ajudaram os Novos Vingadores, Speed agiu no resgate / evacuação e Wiccan e Hulkling se defenderam da Tripulação de Demolição.
A Cruzada das Crianças
Depois que os poderes do Wiccan foram sobrecarregados e os Vingadores decidiram mantê-lo sob observação, Hulkling e os outros Jovens Vingadores tiraram o Wiccan do controle e começaram a busca pela Bruxa Escarlate. Acompanhado por Magneto e Quicksilver, a equipe viajou para Transia e depois para Latvéria antes de descobrir uma Wanda sem energia e amnésica comprometida com o Doutor Destino. A redescoberta de Wanda não passou despercebida, pois os Vingadores logo chegaram em cena. Uma batalha com o exército de Doombot de Doom logo estourou e só foi interrompida com a chegada do Rapaz de Ferro.
O Rapaz de Ferro levou os Jovens Vingadores e Wanda para a corrente do tempo em uma tentativa de reagrupar e restaurar as memórias de Wanda. O grupo chegou à Mansão dos Vingadores, pouco antes da Bruxa Escarlate originalmente matar alguns de seus companheiros Vingadores. Cassie aproveitou a oportunidade para salvar a vida de seu pai. Esta viagem teve sucesso em restaurar todos os poderes e memórias de Wanda. Voltando à atual Mansão dos Vingadores, Wanda e os Jovens Vingadores foram recebidos pela Fera, Jessica Jones e Hawkeye.
Com as memórias de Wanda restauradas, ela desejou consertar o Dia M, mas não sabia como. Para determinar se ela poderia repotenciar qualquer mutante, um voluntário precisava: Rictor da X-Factor Investigations. Wanda teve sucesso em restaurar seus poderes, mas a celebração foi interrompida pela chegada dos Vingadores e dos X-Men.
Com as tensões altas, uma briga eclodiu entre os Vingadores, Jovens Vingadores, X-Factor e X-Men sobre a custódia e o destino da Feiticeira Escarlate, forçando Wanda a colocar todos no sono em uma tentativa de conter a luta. Em seguida, com os Jovens Vingadores, Wanda voltou para Doom na Latvéria para recuperar seus poderes de distorção da realidade. No entanto, durante o ritual para restaurar seus poderes, Patriota interveio e Destino os traiu roubando o poder para si mesmo.
Armado com os poderes de deturpação da realidade, Doom voltou a Nova York para oferecer aos Vingadores e aos X-Men uma escolha: junte-se a ele ou morra. Durante a batalha que se seguiu, os poderes de Destino foram sobrecarregados e esgotados. Infelizmente, Stature deu sua vida para derrotar Destino.
Iron Lad propôs salvar Stature viajando para a corrente do tempo, mas Vision recusou, resultando em sua destruição nas mãos de Iron Lad. Embora Wiccan tenha alertado sobre o perigo de se tornar Kang, o Conquistador, o Rapaz de Ferro saiu com a intenção de alertar o fluxo do tempo para se adequar à sua vontade e prometer que seria muito melhor do que Kang.
No rescaldo da batalha, os Jovens Vingadores se separaram e permaneceram discretos durante os principais eventos que ocorreram nos próximos meses (a infestação da Ilha-Aranha, o Cisma dos X-Men e a ressurreição da Tocha Humana). O Wiccan ficou em grave estado de depressão até que Hulkling o animou com a proposta. No entanto, seu momento de alegria foi interrompido pela Sra. Marvel que os chamou para a Mansão dos Vingadores. Depois de algumas palavras do Capitão América, todos os Jovens Vingadores restantes (Hawkeye, Hulkling, Speed e Wiccan) foram oficialmente empossados como Vingadores de pleno direito, e um memorial à Estatura e Visão foi revelado.
Marvel NOW!
Algum tempo depois de sua introdução nos Vingadores, os Jovens Vingadores novamente decidiram se separar devido em grande parte à insistência do Wiccan. Teddy e Tommy foram morar com os Kaplans, mas Tommy se mudou pouco tempo depois. Kate começou a trabalhar com Clint Barton, enquanto Teddy usava seu poder de transformação para assumir a identidade de outros super-heróis para continuar seu heroísmo em segredo.
Quando Billy aprendeu sobre os atos secretos de super-heróis de Teddy, eles tiveram uma briga que terminou com Billy procurando no Multiverso por uma realidade onde a mãe de Teddy não estava morta e a transportou para sua realidade. O Wiccan não sabia que estava sendo manipulado por Loki, o responsável pelos eventos a seguir, na tentativa de controlar Billy, sabendo que ele estava destinado a se tornar o Demiurgo onipotente. Em vez de pegar a mãe de Teddy, o Wiccan acidentalmente pegou um parasita interdimensional chamado Mãe.
Billy e Teddy foram salvos das garras de mamãe por Loki, e logo se juntaram a eles outros jovens heróis, Miss América, Noh-Varr e Kate. Nesse ponto, a mãe havia assumido o controle de vários adultos e usado seus poderes para reviver os pais falecidos desses jovens heróis. Quando eles foram encurralados no Central Park por seus pais ressuscitados e um exército de adultos controlados pela mente que só eles podiam ver, Loki convenceu Wiccan a emprestar-lhe seu poder por dez minutos para salvá-los com sua habilidade melhor em magia do que Wiccan. Assim que Loki adquiriu os poderes de Billy, ele desapareceu, abandonando o grupo.
Enquanto ele pretendia deixá-los morrer, Loki teve uma conversa interna com sua criança falecida, e foi convencido a voltar para a equipe e capacitá-los. Depois de derrotar o exército de mamãe e escapar, o parasita desapareceu. Loki explicou que eles não podiam voltar para nenhum lugar onde seus pais estavam ou morreram (no caso de qualquer pai falecido trazido de volta pela Mãe) ou a Mãe voltaria, já que seus poderes eram baseados na distância. Os jovens heróis decidiram ficar juntos e viajar pelo universo.
Nos três meses seguintes, Billy foi treinado por Loki para se preparar para lutar contra mamãe, com o intuito de ganhar sua confiança. Os Jovens Vingadores juntaram-se a Prodigy, que os informou que Speed foi sequestrado por uma entidade estranha vestida de Patriota. Os Jovens Vingadores perseguiram a entidade através do Multiverso, que os trouxe para a Dimensão Materna. Eles escaparam, mas acidentalmente deixaram Prodigy e Hulking para trás. Usando várias versões alternativas do mal como uma distração, os Jovens Vingadores distraíram a Mãe e salvaram Hulking e Prodígio. De volta à Terra-616, Hulking deixou a equipe para descobrir se ele realmente amava Wiccan ou se seus sentimentos eram meramente uma consequência de Billy usar involuntariamente seus poderes de distorção da realidade para influenciar o romance, um desconforto inabalável Loki plantou na mente de Teddy.
Teddy procurou ajuda com Leah, que o enganou para retornar à cidade de Nova York, permitindo que sua mãe voltasse para a Terra-616, e ameaçou liberar as versões malignas dos Jovens Vingadores para o mundo. Como Billy ainda estava muito fraco para encerrar o feitiço que trouxe a Mãe, Loki sugeriu que ele seria capaz de fazer isso se seu corpo fosse mais velho, fazendo com que o Wiccan envelhecesse e se tornasse um jovem adulto. Infelizmente, Loki afirmou que seus poderes não permaneceram. O trapaceiro revelou que tinha um segundo plano, transformar o Wiccan temporariamente no Demiurgo, sua forma com todo o seu potencial liberado. Depois que Prodigy chamou todos os heróis adolescentes disponíveis para lutar contra Mãe, a equipe saiu para enfrentá-la.
Durante a batalha, foi revelado que Leah e seus Jovens Vingadores eram uma manifestação física da culpa de Loki e dos poderes perdidos que ele desistiu inconscientemente devido à sua culpa por matar seu eu mais jovem. Loki finalmente confessou seus crimes, o assassinato de seu eu mais jovem e as manipulações das quais os Jovens Vingadores foram vítimas. Sua confissão fez Leah e seus Jovens Vingadores desaparecerem, então Loki recuperou seus poderes e libertou Teddy. Hulkling confortou Billy e se reconciliou com ele. A reunião deles permitiu que Billy se tornasse o Demiurgo e destruísse a mãe. A equipe voltou ao Central Park, onde foram recebidos pelos pais de Billy, mas antes que ele pudesse apresentá-los, eles perceberam que Loki havia partido, tendo fugido da cena destruído pela culpa por suas ações. [41]
Comemorando a derrota de mamãe, os Jovens Vingadores deram uma festa de Ano Novo, junto com muitos jovens heróis que vieram em seu socorro. Durante a parte, Prodigy foi confrontado pela entidade que havia sequestrado Speed, e após descobrir a verdadeira natureza da entidade, a entidade devolveu Speed, que se juntou aos Jovens Vingadores na festa até o fim.
Quando a equipe saiu do local por um dos portais do Miss América, Loki, por trás, tirou uma foto do momento.
Original Sins
Hulkling e Prodigy foram à estação espacial de Noh-Var para dizer a ele que sua ex-namorada estava destruindo o espaço. Os três investigaram o local da explosão onde o olho do Vigilante detonou após seu assassinato. Prodigy decidiu ajudar O Capuz a extrair a informação que afetou as pessoas nas proximidades da explosão do olho do Vigia, antes que os matasse.
Reunião
Eventualmente, Eli e sua mãe voltaram para Nova York, e seus amigos os receberam de volta com um jantar de comemoração. Seus ex-companheiros foram encorajados a Eli a se tornar Patriota novamente. Enquanto conversavam, o vilão Terminus o atacou em um acesso de raiva. Pulando, os Jovens Vingadores se reuniram novamente.
Empyre
Todos os Jovens Vingadores estão presentes durante o casamento "oficial" de Billy e Teddy. Quando eles originalmente fugiram, David Alleyne estava ausente do grupo.

## Tentativa de censura no Brasil
Em setembro de 2019, o então prefeito da cidade do Rio de Janeiro, Marcelo Crivella, pediu que o uma edição encadernada do arco de história A Cruzada das Crianças publicada pela Editora Salvat na Coleção Oficial de Graphic Novels da Marvel fosse recolhida e substituída por uma versão lacrada e com avisos do conteúdo na Bienal do Livro do Rio de Janeiro. Felipe Neto iniciou um evento contra a decisão do prefeito.

## Lista de membros
| Personagem     | Nome Civil           | Juntou-se ao grupo em | Notas |
| -------------- | -------------------- | --------------------- | --- |
| Rapaz de Ferro | Nathaniel Richards   | Young Avengers #1     | - Fundador da equipe. - Deixou o grupo para se tornar Kang. |
| Hulkling       | Teddy Altman         | Young Avengers #1     | - Entrou em um relacionamento com Wiccano, com quem se casou. |
| Patriota       | Elijah "Eli" Bradley | Young Avengers #1     | |
| Wiccano        | Billy Kaplan         | Young Avengers #1     | - Filho da Feiticeira Escarlate, se reuniu logo em seguida que seu irmão entrou para a equipe. É o integrante mais poderoso da equipe, com poderes quase ilimitados.  |
| Estatura       | Cassandra Lang       | Young Avengers #2     | - Filha do falecido Homem-Formiga, Scott Lang. - Deixou a equipe durante a Guerra Civil para se juntar à Iniciativa. - Morre em a Cruzada das crianças.               |
| Gaviã Arqueira | Kate Bishop          | Young Avengers #2     | ajudou Clint Barton em "Hawkeye #1". |
| Célere         | Thomas Shepherd      | Young Avengers #12    | - Irmão de Wiccano. - Localizado pelo Visão para se juntar ao grupo e resgatar Hulkling.                                                                              |
| Visão          | Jonas                | Young Avengers #2     | - Corpo andróide baseado na tecnologia da armadura do Rapaz de Ferro e padrão mental com programação do Visão original e emoções de Nathan Richards.                  |
| Loki           | Loki                 | Young Avengers v2 #1  | - Irmão do Thor e deus da trapaça, responsável por reunir os Jovens Vingadores novamente. - Loki foi morto por Vácuo e ressuscitou no corpo de um jovem.              |
| Miss America   | America Chavez       | Young Avengers v2 #1  | - Nascida em um mundo paralelo, aos 6 fugiu de casa após sua mãe ser sacrificada para salvar o seu planeta, descobriu seus poderes e resolveu ser tornar uma heroína. |
| Marvel Boy     | Noh-Varr             | Young Avengers v2 #1  | - Noh-Varr é um membro da raça Kree localizado na realidade alternativa da Terra-200080 .                                                                             |
| Prodígio       | David Alleyne        | Young Avengers v2     | - Ex. X-Men, entra para os Novos Vingadores logo depois da sua saída.                                                                                                 |